# David Neitz
David Neitz (22 de enero de 1975; Ulverstone, Tasmania) es un exfutbolista australiano que jugó para el Melbourne Football Club de la Australian Football League (AFL) desde 1993 hasta su jubilación en 2008. Es el jugador con más años de servicio de su club, apareciendo en 306 partidos para Melbourne. Se desempeñaba como delantero de constitución fuerte gracias a lo cual era capaz de ganar duelos frente a los defensores rivales.
Lideró a Melbourne en goles siete veces, igualando una vez en 1997, y ganó la Medalla Coleman en 2002 por liderar la liga en goles. También tiene el récord del club de más goles pateados, con 631, con un promedio de 2,06 goles por partido. También es miembro del Australian Football Hall of Fame.